# Distretto di Dobrič
Il distretto di Dobrič (in bulgaro Област Добрич?) è uno dei 28 distretti della Bulgaria. Insieme al distretto di Silistra è una delle due suddivisioni amministrative della regione storica nota come Dobrugia Meridionale.
Il territorio è prevalentemente collinare nell'entroterra, al confine con i distretti di Silistra e Varna, mentre è pianeggiante nelle vicinanze del Mar Nero e nei pressi della frontiera rumena. Vi si praticano agricoltura (lino, vite, cotone), allevamento suino, sfruttamento del sottosuolo (petrolio e gas naturale a Šabla e Tjulenovo) e pesca.
Centri importanti e di rilevanza culturale oltre alla capitale sono: Balčik, Kavarna, General-Toševo e Tervel.

## Comuni
Il distretto è diviso in 8 comuni:
| Comune         | Bulgaro        | Pop.    |
| -------------- | -------------- | ------- |
| Balčik         | Балчик         | 22.843  |
| Dobrič         | Добрич-Град    | 113.662 |
| Dobrička       | Добричка       | 26.384  |
| General Toševo | Генерал Тошево | 18.953  |
| Kavarna        | Каварна        | 17.162  |
| Krušari        | Крушари        | 7.729   |
| Šabla          | Шабла          | 5.651   |
| Tervel         | Тервел         | 28.515  |